# ジョン・バーク (第9代クランリカード伯爵)
第9代クランリカード伯爵ジョン・バーク（英語: John Bourke, 9th Earl of Clanricarde、1642年 – 1722年10月17日）は、アイルランド王国の貴族、軍人。

## 生涯
第7代クランリカード伯爵ウィリアム・バーク（1687年没）と1人目の妻レティス・シャーリー（Lettice Shirley、1617年頃 – 1655年9月25日埋葬、第2代準男爵サー・ヘンリー・シャーリーの娘）の息子として、1642年に生まれた。
ジェームズ2世の軍で歩兵連隊の隊長を務め、ジェームズ2世がイングランド王を廃位されてから約4か月後の1689年4月2日にアイルランド貴族であるゴールウェイ県におけるボフィンのバーク男爵に叙された。以降もジェームズ2世の配下で歩兵大佐として戦い、1691年7月12日（ユリウス暦）のオーグリムの戦いで捕虜になり、私権剥奪（attainder）された。1698年に爵位回復の議案が提出されたが、「バークがウィリアム3世の子飼い初代アルベマール伯爵アーノルド・ヴァン・ケッペルに7,500ポンドの賄賂を贈ることに同意した」という噂がアイルランド庶民院の知るところになると、議案は否決された。その後、1699年にアイルランド国教会を遵奉し、1702年5月27日にアイルランド庶民院に請願を提出して、同年の議案で私権剥奪の取り消しを認められた。この頃に兄リチャードが死去すると、クランリカード伯爵の爵位を継承した。
1722年10月17日に死去、息子マイケルが爵位を継承した。

## 家族
1684年10月、メアリー・タルボット（Mary Talbot、1711年6月27日没、ジェームズ・タルボットの娘）と結婚、6男4女をもうけた。
- マイケル（1686年頃 – 1726年） - 第10代クランリカード伯爵、子供あり
- ジョン（1718年8月没） - メアリー・バーク（Mary Burke、ジョン・バークの娘）と結婚、子供あり
- ユリック（Ulick、1762年12月4日） - フランスの軍人
- トマス（1764年没） - メアリー・ユースタス（Mary Eustace、アレクサンダー・ユースタスの娘）と結婚、子供あり
- エドワード（1743年3月7日没） - スペインの軍人。カンポサントの戦いでの負傷により没
- ウィリアム（1745年5月11日没） - フランスの軍人。フォントノワの戦いで戦死
- レティシア - サー・フェスタス・バーク（Sir Festus Burke）と結婚
- ブリジット（Bridget、1691年頃 – 1779年7月16日） - 1720年、第9代ディロン子爵リチャード・ディロンと結婚、子供あり
- ホノラ（Honora） - ジョン・ケリー（John Kelly）と結婚
- メアリー - ガレット・ムーア（Garrett Moore）と結婚